# Raymond Murray
Raymond Murray (* 14. Juni 1910 in New York City; † 9. März 1960 in Ridgewood) war ein US-amerikanischer Eisschnellläufer.
Murray wurde im Jahr 1929 US-amerikanischer Meister im Eisschnelllauf. Bei den Olympischen Winterspielen 1932 in Lake Placid lief er auf den fünften Platz über 1500 m und bei der Mehrkampf-Weltmeisterschaft 1932 in Lake Placid auf den 13. Rang. Im Jahr 1960 starb er an den Folgen eines Herzinfarkts.

## Persönliche Bestleistungen
| Disziplin | Zeit        | Datum            | Ort         |
| --------- | ----------- | ---------------- | ----------- |
| 500 m     | 45,6 s      | 19. Februar 1932 | Lake Placid |
| 1500 m    | 2:36,8 min  | 19. Februar 1932 | Lake Placid |
| 5000 m    | 9:29,4 min  | 19. Februar 1932 | Lake Placid |
| 10.000 m  | 19:31,9 min | 19. Februar 1932 | Lake Placid |